# Province de Sihuas
La province de Sihuas (en espagnol : Provincia de Sihuas) est l'une des vingt provinces de la région d'Ancash, au Pérou. Son chef-lieu est la ville de Sihuas.

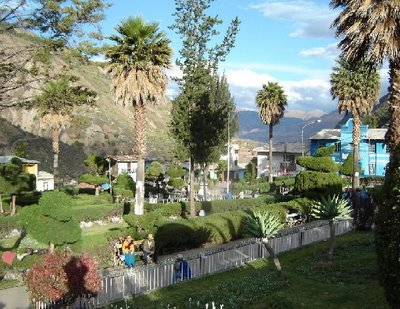
La ville de Sihuas, siège de la province

## Géographie
La province couvre une superficie de 1 455,97 km2. Elle est limitée au nord par la province de Pallasca, à l'est par la région de La Libertad, au sud par la province de Pomabamba et à l'ouest par la province de Huaylas et la province de Corongo.

## Population
La population de la province s'élevait à 30 700 habitants en 2007.

## Subdivisions
La province de Sihuas est divisée en dix districts :
- Acobamba
- Alfonso Ugarte
- Cashapampa
- Chingalpo
- Huayllabamba
- Quiches
- Ragash
- San Juan
- Sicsibamba
- Sihuas